# Вернигероде (графство)
Графство Вернигероде (нем. Grafschaft Wernigerode) — территория Священной Римской империи. Столицей графства был город Вернигероде.

## История
Принадлежало графам Вернигероде, которые пресеклись по мужской линии в 1429 году. Как аристократические правители, они были политически относительно независимыми в течение более двух столетий в северном районе Гарца между рекой Окер и низменностью Гроссер-Брух, на протяжении Высокого Средневековья.
Источники не содержат никаких сведений о том, почему в начале XII века граф Адальберт из Хаймара (район Ганновера), который впервые упоминается там в 1103 году и назван в 1117 году Adelbertus de villa Heymbere, вдруг 18 октября 1121 года в ряду свидетелей в документе, выданном епископом Хальберштадтским Рейнхардом, был назван Adelbertus comes de Wernigerode.
В 1268 году графство Вернигероде потеряло свой свободный имперский статус, потому что маркграф Бранденбургский взял на себя феодальное правление им. С одним кратким перерывом он оставался собственностью знатной семьи Штольберг-Вернигероде (только с ограниченными правами суверенитета) до конца прусской монархии (1918 г.).
До конца XIV века графы Вернигероде владели важной собственностью в районе между Хильдесхаймом, Бургдорфом и лесом Штайнведель. Его обширный размер предполагает, что имение графа у подножия Гарца недалеко от Вернигероде было ещё более обширным и ценным, так что графы были вынуждены отказаться от своей старой резиденции в Хаймаре и поселиться здесь. Тем не менее, оценка собственности графа с точки зрения размера и прибыльности всегда сопряжена с трудностями, связанными с невозможностью сравнить подходящее эталонное значение или общую совокупность. Соответственно, также вероятно, что центры силы Хаймар и Вернигероде существовали бок о бок. Штаб Вернигероде находился в центре Рейхсгута. Согласно предисловию к Sachsenspiegel, графы Вернигероде были швабами по происхождению. С этой точки зрения также кажется очевидным делегирование ранних членов семьи на северную окраину гор Гарц салическим императором Генрихом IV, который в основном использовал дворянских свободных и министерских последователей из Швабии для своей саксонской политики. Кроме того, графы Вернигероде владели Штайнбергом недалеко от Гослара, очевидно, имперским поместьем, на территории которого император Генрих IV поручил своему более позднему злейшему сопернику Отто фон Нортхайму построить замок. На фоне конфликтов императора с Отто фон Нортхаймом и политического перевеса дружественной империалистической знати в горах Гарца после его смерти (1083 г.) правопреемство путем уступки владения графу Адальберту I или одному из его предков в можно предположить подстрекательство императора Генриха IV.
Первое документальное упоминание о графе Вернигероде в 1121 году также является первым упоминанием о поселении Вернигероде, начало которого можно датировать примерно на столетие раньше. Замок Вернигероде впервые упоминается в 1213 году как каструм и был центром власти более позднего графства Вернигероде.
Граф Генрих фон Вернигероде был последним представителем мужского пола этой знатной семьи. Он потребовал от архиепископа Магдебургского Гюнтера II, чтобы ему и двум его двоюродным братьям Штольбергам Генриху и Бото были переданы замок и город Вернигероде, которые он получил 30 июня 1414 года. Архиепископ Магдебургский принял феодальное правление над городом и графством Вернигероде только в 1381 году после затяжных споров с графами Вернигероде из-за их замка Пабсторф. До этого основное графство Вернигероде было вотчиной марки Бранденбург. В 1268 году графы Вернигероде надеялись на лучшую защиту замка и города Вернигероде от подавляющего давления своих соседей, в частности герцога Брауншвейгского, с вотчиной асканских маркграфов. Однако в долгосрочной перспективе ожидания не оправдались. С другой стороны, часть их графства, приобретенная графами Регенштейн в 1343 году, была феодальным владением епископства Хальберштадт, и Штольберги получали отдельные феодальные грамоты специально для этой обширной территории, пока Хальберштадт не был передан Бранденбургу.
Один из наследников, выбранных последним графом Вернигероде, граф Генрих Штольберг, умер в молодом возрасте. В результате в 1417 году граф Генрих фон Вернигероде заставил жителей графства присягнуть графу Бото цу Штольбергу как будущему владельцу владения Вернигероде. Графу Бото повезло, что в то время он также получил в качестве своего единственного наследника все графство Штольберг в южном районе Гарца. Однако это сделало для него необходимым править в Штольберге. Это было неудачей для дальнейшего развития Вернигероде, потому что после смерти графа Генриха фон Вернигероде в 1429 году графы не проживали в городе постоянно. Упадок Вернигероде усугублялся тем фактом, что граф Бото начал закладывать замок и связанное с ним владение в 1438 году.
Это было очень прибыльное владение, к которому принадлежали клерикальные вотчины каноников св. Георгия и св. Сильвестра в Вернигероде, монастыри Химмельпфортен, Ильзенбург и Дрюбек, а также деревни Дрюбек, Реддебер, Лангельн с Дойчорденсхоф, Вассерлебен с Юнгфрауэнклостер и Веккенштедт с важным аристократическим имением. Таким образом, Вернигероде был значительно более важным, чем первоначальное графство Штольберг, в пределах которого не было ни одного монастыря.
Фактическое графство было сокращено в XVI веке до графской конторы Вернигероде.
Наследственные проценты от Вернигероде, Веккенштедта, Зильштедта, Лангельна, Вассерлебена и от капитула св. Сильвестра и Георгия к Вернигероде и т. д.
Глава графской конторы Вернигероде получил в общей сложности 5120 гульденов в 1543/44 г. (в предыдущем году только 4247 гульденов). Напротив, расходы на контору составили 3456 гульденов, а прибыль составила 1664 гульдена. Это была значительная сумма, учитывая, что в том же году была открыта новая мастерская монетного двора всего за 50 гульденов.
Более 200 лет Вернигероде и Штольберг были владениями графов Штольбергов. В 1710 году граф Кристан Эрнест перенёс свою резиденцию в Вернигероде. В 1714 году он был вынужден признать над собой сюзеренитет прусского княжества Хальберштадт. В конце концов, в 1815 году графство вошло в состав прусской провинции Саксония.

## Правители

### Графы Вернигероде
- (1103) 1121—1133 Альбрехт I фон Вернигероде

- 1134—1165 Альбрехт II фон Вернигероде

- 1173—1214 Альберт III фон Вернигероде

- 1217—1252 Конрад I фон Вернигероде

- 1217—1269 Гебхард I фон Вернигероде

- 1217—1231 Бургхард фон Вернигероде

- 1254—1293 Конрад II фон Вернигероде (1268 Вернигероде стал вотчиной Бранденбург)

- 1268—1319 Альбрехт V фон Вернигероде

- 1297—1339 Конрад III фон Вернигероде

- 1325—1370 Конрад IV фон Вернигероде

- 1358—1407 Конрад V фон Вернигероде

- 1375 — 3 июня 1429 г. Генрих IV фон Вернигероде.

- В 1417 г. возникло наследственное братство с графами Штольбергами, правившими с 1429 г.

### Графы Штольберг
- 1710—1771 Граф Кристиан Эрнст Штольберг-Вернигероде

- 1771—1778 Граф Генрих Эрнст Штольберг-Вернигероде

- 1778—1824 Граф Кристиан Фридрих Штольберг-Вернигероде

- 1824—1854 Граф Генрих Штольберг-Вернигероде

- 1854—1896 Граф (с 1890 принц) Отто Штольберг-Вернигероде